# Élorn
De Élorn (Bretons: Elorn) is een 56,4 km lange rivier in de Franse regio Bretagne. 
De bron van de rivier ligt in de Monts d'Arrée, ongeveer 1,5 km ten noordoosten van Le Tuchenn Kador, in de gemeente Commana. Daarna stroomt de rivier door een aantal kleine plaatsen, zoals Sizun en Landivisiau, voordat de rivier uitmondt in de Rede van Brest. Net voordat dit gebeurt, wordt het estuarium van de Élorn overbrugd door de Pont Albert-Louppe en de Pont de l'Iroise, waardoor de N165 tussen Quimper en Nantes de rivier kan oversteken.
Het maritieme deel van de rivier stopt bij Landerneau, waar de Pont de Rohan zeeschepen verhindert verder stroomopwaarts te varen. De navigatieomstandigheden op de Élorn zijn altijd moeilijk geweest, met toegang tot de haven van Landerneau alleen mogelijk bij vloed en voor boten met een geringe diepgang. De sluiting in 2010 van de Penfoul, een zandzuiger die regelmatig door het kanaal voer om het enigszins te ontlasten, heeft de problemen met de bevaarbaarheid verergerd.
In het tertiair mondden de Élorn, de Aulne en de Penfeld uit in de Aber Ildut. Door de stijging van de zeespiegel waterden de genoemde rivieren voortaan rechtstreeks af in de oceaan via de Rede van Brest.
De rivier scheidt de historische Bretonse streken Land van Léon en Land van Cornouaille van elkaar. De rivier stroomt ook langs het kasteel van La Roche-Maurice en vele verlaten molens, en aan de oevers van het maritieme deel liggen verschillende familiehuizen van families uit Brest. Bij eb is er veel modder en bij vloed komt de zee het platteland op. Het is een van de laatste rivieren in Frankrijk waar nog op zalm kan worden gevist, dankzij de inspanningen die de afgelopen decennia zijn geleverd door verenigingen die zich inzetten voor het behoud van het watermilieu.

## Gemeenten aan de rivier
De volgende gemeente liggen aan de rivier, van stroomopwaarts naar stroomafwaarts: Commana, Sizun, Ploudiry, Locmélar, Loc-Eguiner, Lampaul-Guimiliau, Landivisiau, Bodilis, Ploudiry, Saint-Servais, La Roche-Maurice, Plounéventer, Plouédern, Pencran, Landerneau. Vanaf Landerneau begint het maritieme gedeelte van de rivier, met La Forest-Landerneau, Guipavas en Le Relecq-Kerhuon op de rechteroever. Op de linkeroever liggen Dirinon, Loperhet en Plougastel-Daoulas.

## Galerij

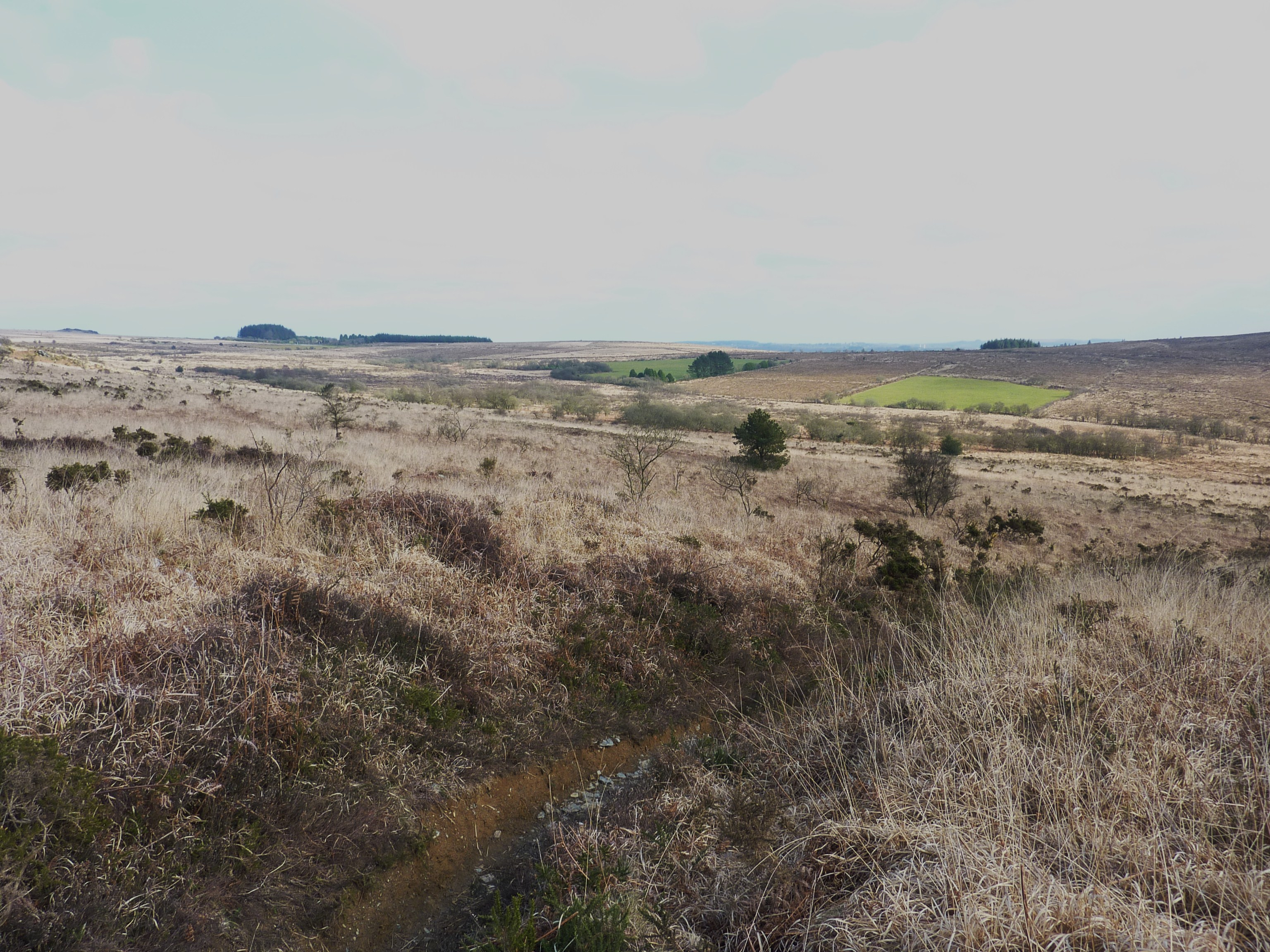
Het stroomopwaartse bekken van de Élorn gezien vanaf Croas Melar in de richting van Croix-Cassée (in Botmeur).
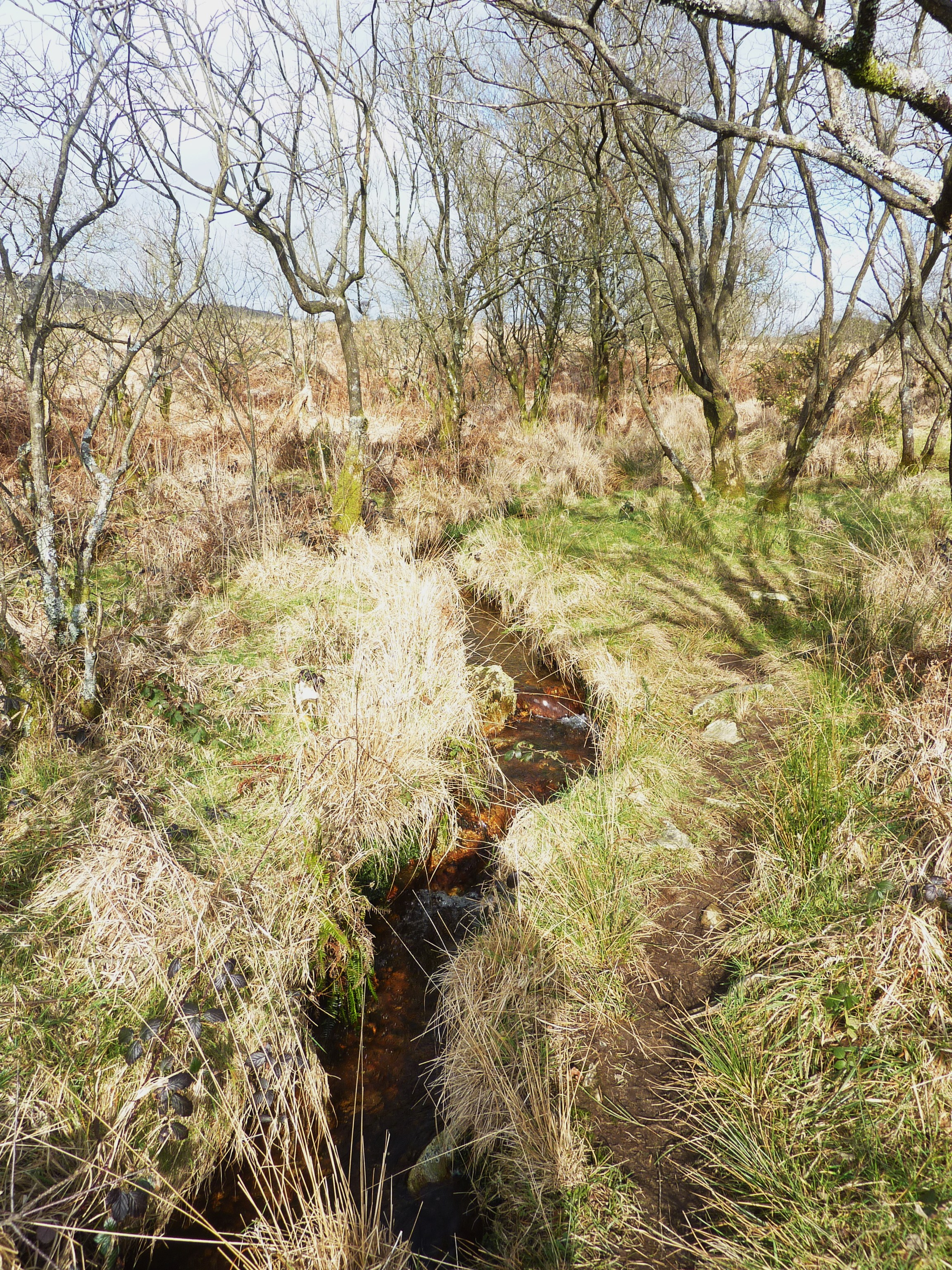
De Élorn bij de bron (gemeentegrens Commana-Sizun, deel Saint-Cadou).
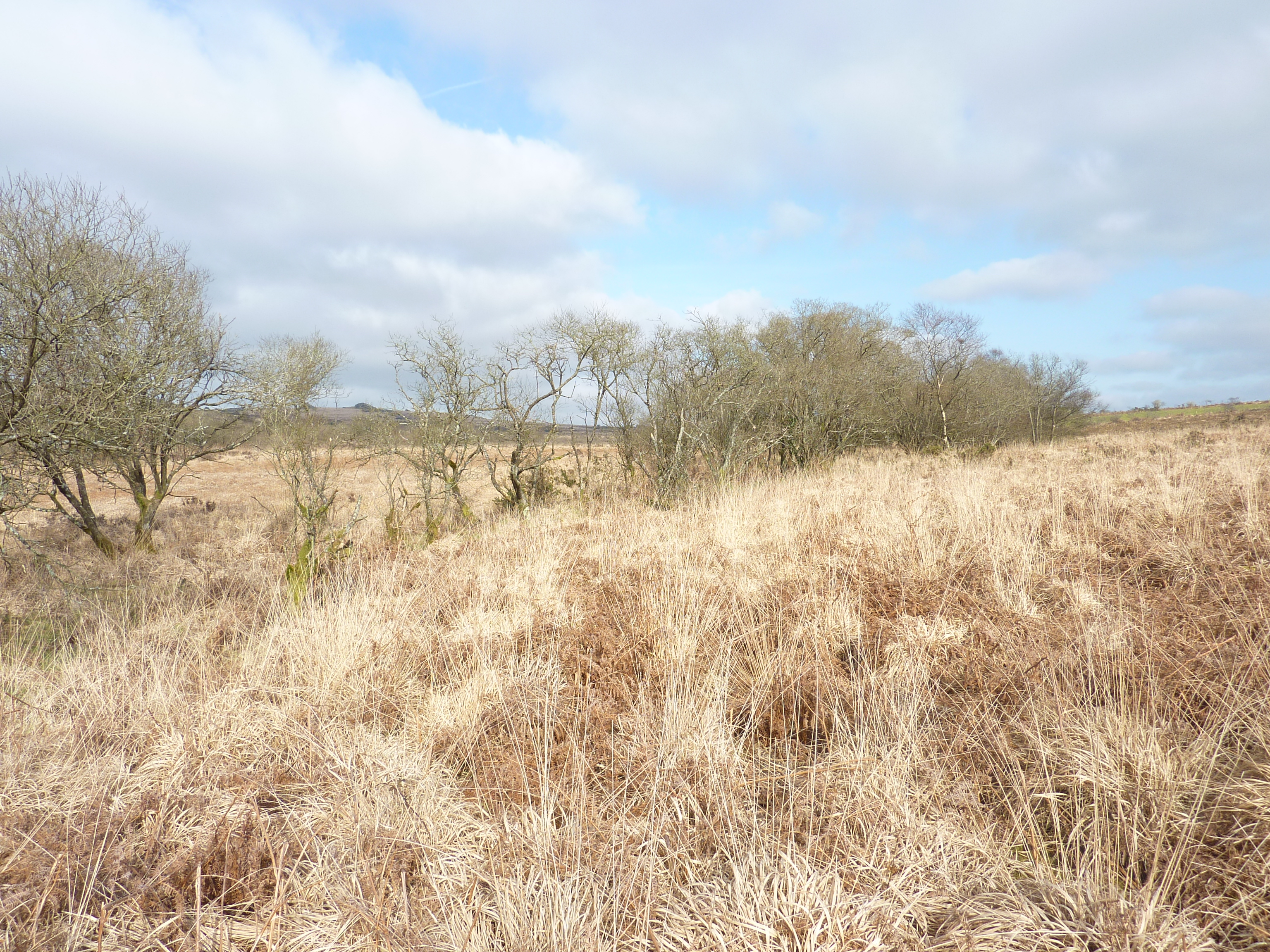
Wilgen markeren de loop van de Élorn vlakbij de bron.
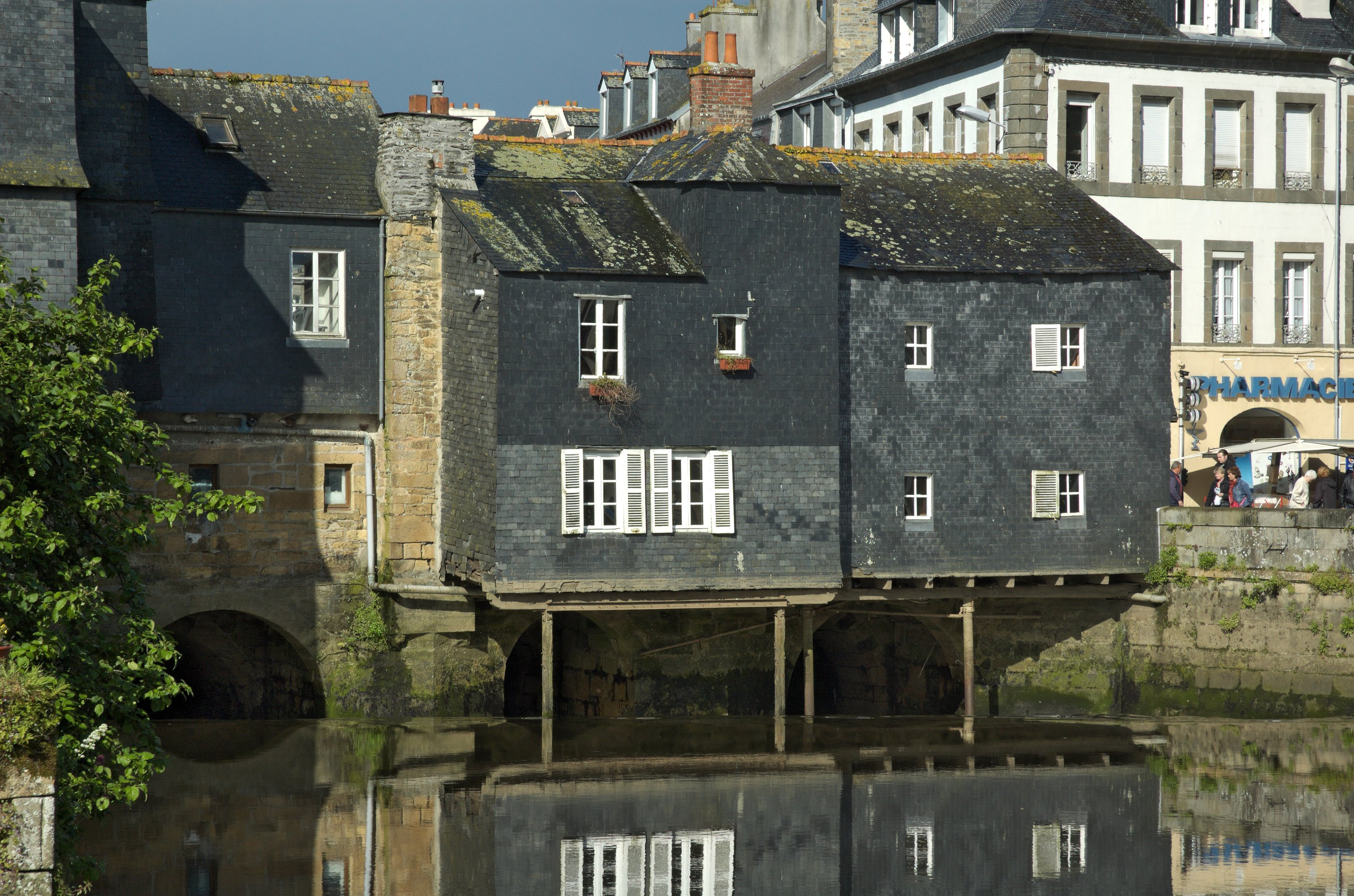
De Pont de Rohan bij Landerneau
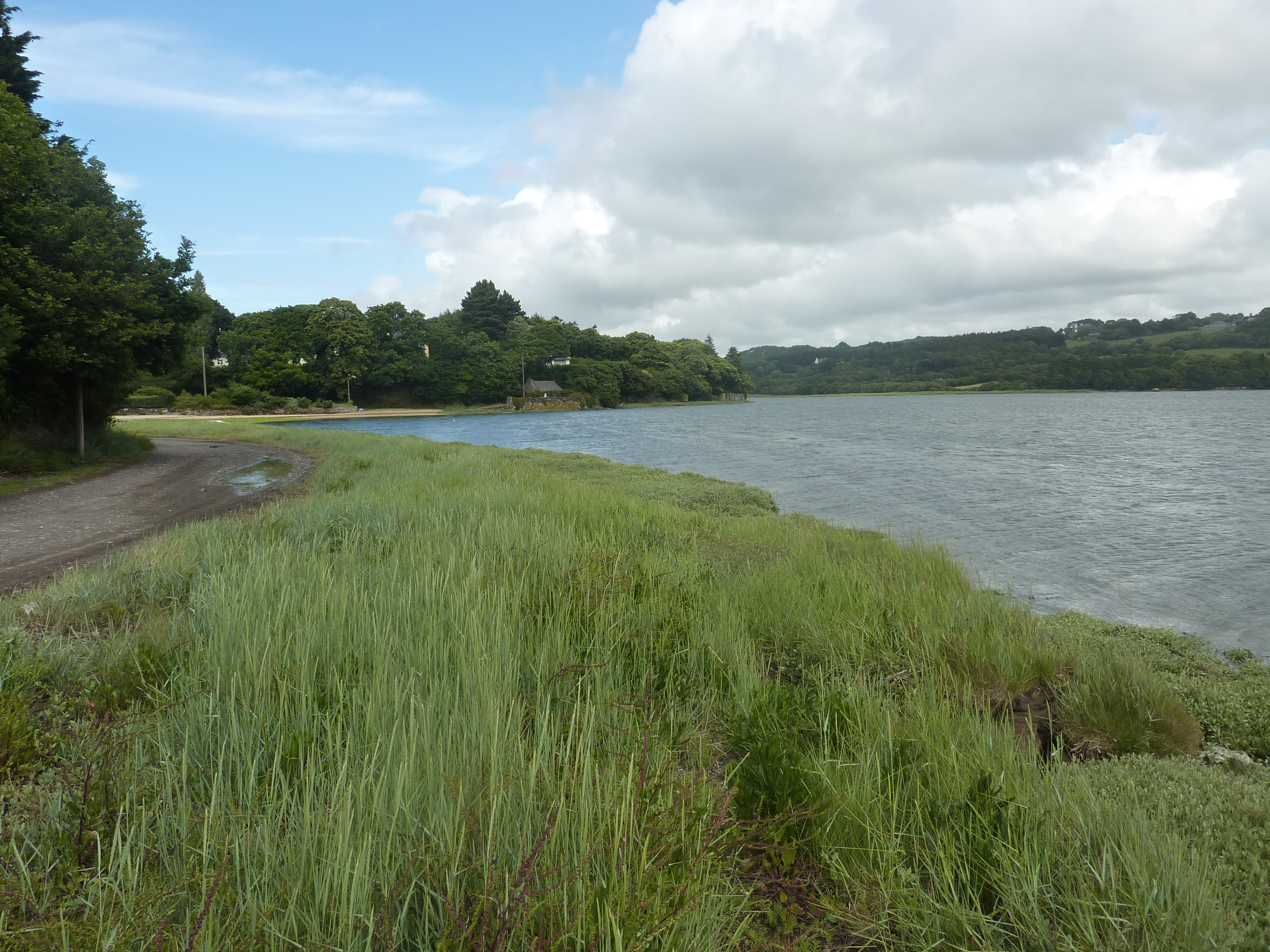
De rivier bij La Forest-Landerneau
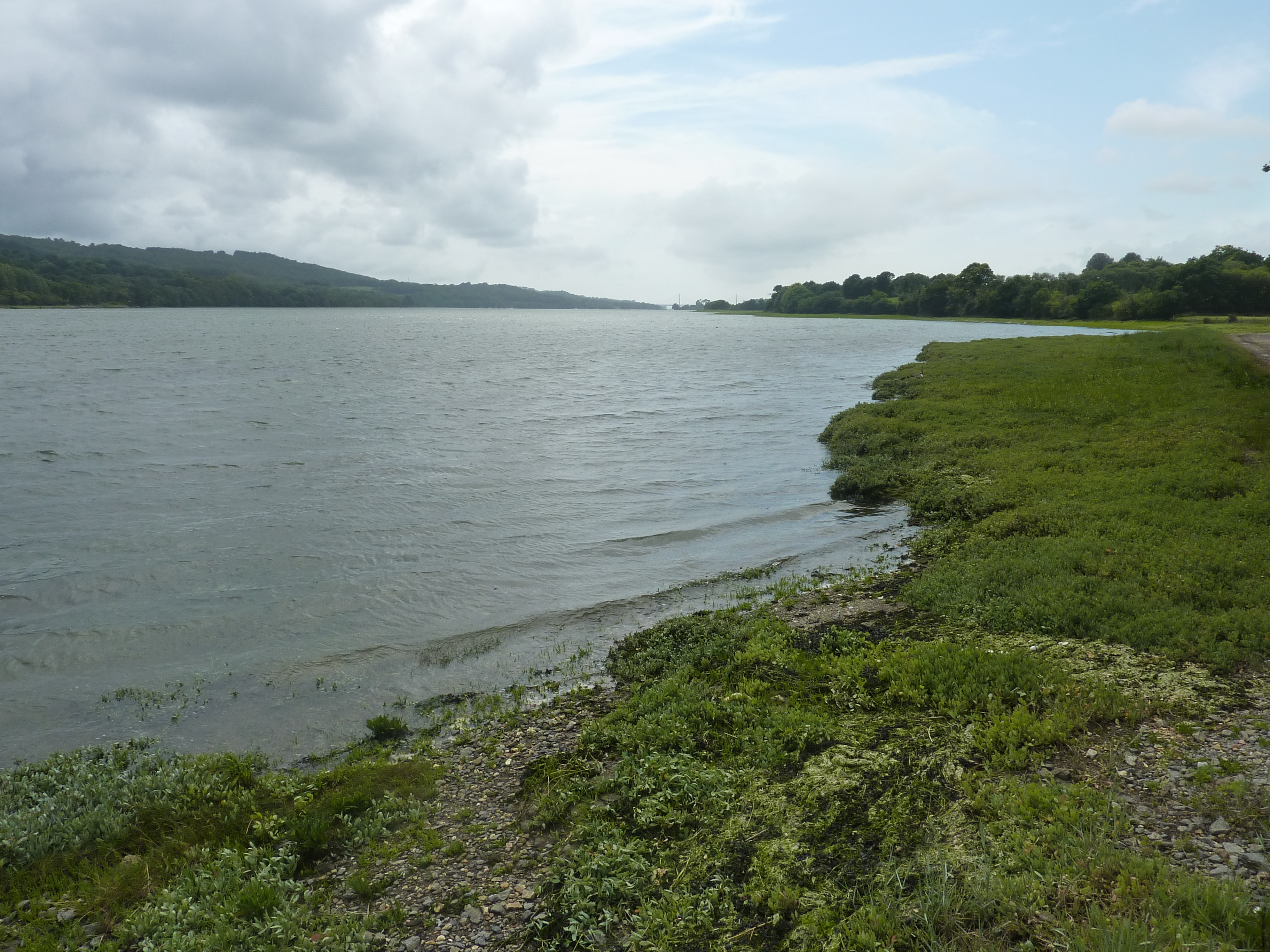
De rivier bij La Forest-Landerneau